# 岩田建設
岩田建設株式会社（いわたけんせつ）は、現岩田地崎建設の前身である建設会社。北海道を拠点に置く企業の一つ。

## 沿革
- 1936年（昭和11年） 岩田徳治により、札幌・苗穂村で岩田組を創業
- 1945年（昭和20年） 株式会社岩田組を設立
- 1949年（昭和24年） 岩田建設株式会社に社名変更
- 1954年（昭和29年） 旭川営業所開設
- 1956年（昭和31年） 東京支店・帯広営業所開設
- 1960年（昭和35年） 釧路営業所開設
- 1970年（昭和45年） 仙台支店開設
- 1971年（昭和46年） 資本金5億円に増額
- 1972年（昭和47年） 苫小牧営業所開設
- 1973年（昭和48年） 道路部を独立、大同舗道株式会社 設立
- 1974年（昭和49年） 本社社屋(北1東18)落成
- 1975年（昭和50年） 茨城営業所開設
- 1985年（昭和60年） 資本金7億円に増額
- 1989年（平成元年） 私募債2億円発行
- 1990年（平成2年） 海外留学制度開始
- 1992年（平成4年） 創業70周年を迎える
- 1998年（平成10年） ISO 9001全社一括認証取得
- 2001年（平成13年） ISO 9001　2000年版規格へ移行
- 2002年（平成14年） 創業80年を迎える　　新社屋(北2東17)落成
- 2003年（平成15年） ISO 14001,OHSAS 18001同時認証取得
- 2004年（平成16年） 持株会社　株式会社 ICホールディングス 設立
- 2004年（平成16年） 地崎工業グループと経営統合
- 2005年（平成17年） ICアセット株式会社 設立
- 2006年（平成18年） グループ内の保険事業を 株式会社ICエージェンシーに統合
- 2004年（平成16年） ISO 14001　2004年版規格へ移行
- 2007年（平成19年） 地崎工業を吸収合併し、「岩田地崎建設株式会社」に商号変更

## 歴代社長
岩田組社長
- 岩田徳治：1945年 - 1949年

岩田建設社長
- 岩田徳治：1949年 - 1960年
- 岩田巌：1960年 - 1986年
- 岩田基義：1986年 - 1989年
- 真田真：1989年 - 1998年
- 岩田圭剛：1998年 - 2007年